# 好事福櫨
好事福櫨（こうずぶくろ）は、明治時代に京都の和菓子職人が考案したと云われる珍菓。晩秋から春までの期間限定品である。
大振の紀州みかんの果肉を刳り貫き、ジュース状にして砂糖・リキュール等で調整して寒天で固めたもので、和風の涼菓であるが今日のフルーツゼリーの原型と考えてよいだろう。